# Otto Przywara
Otto Przywara (później Otto Kutz, ur. 20 września 1914 w Świętochłowicach, zm. 24 listopada 2000 w Rostocku) – niemiecki pływak.
W 1935 roku Otto Przywara zdobył mistrzostwo Niemiec w pływaniu na 1500 metrów stylem dowolnym. Uczestniczył w dwóch konkurencjach podczas Letnich Igrzysk Olimpijskich w 1936 roku.
Po skończeniu kariery zawodniczej Otto Przywara pracował jako trener. Szkolił między innymi takich zawodników jak: Erik Steinhagen, Egon Henninger i Klaus Katzur.